# Nikky Blond
Nikky Blond (polgári nevén Propsztné Simán Marianna 1981. Március 9. – ) magyar pornószínésznő, Kisvárdán élt sokáig.[forrás?]
Egyéb művésznevei: Nikki Blond, Nikky Blonde, Nicky Blond, Nicki Blonde, Niki Blonde, Marianna, Marianna Gray, Marie Anne. 1999-ben szállt be a pornóiparba. Közel 100 filmben szerepelt.[forrás?]

## Filmszerepei
| - Private: X-Girls: The Lost X-Teens (2007) (V) - Victory Over De-Feet (2007) (V) - Cum Hungry Leave Full 2 (2006) (V) - All Star Strip Poker (2006) (VG) - Pop 6 (2006) (V) - Pipeline Riders (2005) (V) - Catherine (2005) (V) - Private X-treme 18: Eurobabes Take It to the Xtreme (2005) (V) - 2 on 1 #21 (2005) (V) - Babelicious (2005) (V) - Cum on My Face 2 (2005) (V) | - Fragile 2: Reflections (2005) (V) - Fresh Euro Teens (2005) (V) - Nasty Girls 32 (2005) (V) - Passion (2005) (V) - The Private Story of Nikky Blond (2005) (V) - Robinson Crusoe on Sin Island (2005) (V) - Soloerotica 6 (2005) (V) - All Sex 3 (2004) (V) - Anal Dreams (2004) (V) - Ass Angels 3 (2004) (V) - Ass Pounders 2 (2004) (V) |